# Shahdol (distrikt)
Shahdol är ett distrikt i Indien.   Det ligger i delstaten Madhya Pradesh, i den centrala delen av landet, 700 km sydost om huvudstaden New Delhi. Antalet invånare är 1 066 063.
Följande samhällen finns i Shahdol:
- Shahdol
- Beohāri
- Burhar
- Bodri
- Jaisinghnagar